# Manoir de Mézedern
Le manoir de Mézedern est un manoir présentant, autour d'une cour quadrangulaire, plusieurs bâtiments remarquables, datant principalement des XVe, XVIe et XVIIIe siècles. Il est situé sur la commune française de Plougonven, dans le département du Finistère, en Bretagne. Il fait l’objet d’un classement au titre des monuments historiques depuis le 31 août 1992. Le manoir a fait l'objet d'une restauration à partir de 1992 par Jack et Pierrette Meyer, propriétaires du manoir de 1992 à 2015.

## Histoire
Le manoir de Mézédern est la propriété de la famille Le Lagadec, ou Lagadeuc, du XVe au XVIIIe siècle. Even Le Lagadec est seigneur du lieu en 1443. Son frère cadet, Jehan Lagadec est un prêtre breton connu pour être l'auteur du Catholicon, incunable imprimé pour la première fois en 1499 à Tréguier. Il s'agit du plus vieux dictionnaire trilingue au monde, mais aussi du premier dictionnaire breton et le premier dictionnaire français. Il est rédigé en breton, français et latin et aurait été écrit en 1464 au manoir de Mézedern.
La famille Le Rouge de Guerdavid, déjà présente dans la commune voisine de Lannéanou au XIVe siècle y est certifiée à partir de 1732. Puis les familles Raoul, de Plougonven sous la Révolution, Loz de Coatgourhant en l'an X, Coudre-Lacoudrais en 1841, Bivillon et Daffniet en 1858 et enfin Elléouet.
Mézedern, qui menaçait ruine, a été sauvé par un nouveau propriétaire, Jack Meyer qui l'achète en 1992 ; après classement de l'ensemble au titre des monuments historiques, il a pu engager des travaux de restauration à partir de 1992.
À l'été 2014, il a été fêté au manoir les 550 ans de la rédaction du Catholicon. Si la preuve n'est pas faite que le dictionnaire ait été rédigé à Mézedern, l'attachement de son auteur à ces lieux est bien certaine. Il écrit en préambule à son ouvrage : « Moi, Jehan Lagadeuc, de la paroisse de Ploégonven, au diocèse de Tréguier, bachelier ès arts et décrets, tout indigne que j'en sois, j'ai composé ce petit ouvrage pour l'utilité des petits clercs pauvres de Bretagne ou encore des illettrés en latin. ».
Après le décès de Jack Meyer en 2015, le manoir est à nouveau mis en vente et revendu en 2020.

## Architecture
Le manoir de Mézédern conserve aujourd'hui, autour de sa cour quadrangulaire, un logis principal du XVe siècle à l'ouest, un logis-porche datant de 1558 avec tour-pigeonnier du XVIe siècle à l'est, un commun du XVIe siècle et un autre du XVIIIe siècle au sud, une étable du début du XXe siècle attachée au logis-porche au nord-ouest. Une chapelle a été construite au nord-est, à l'extérieur de ce quadrilatère, au XVIIe siècle. Elle était dédiée jadis à saint Nicolas. Non loin, subsistent les ruines d'un moulin, ainsi qu'un étang.
Le manoir de Mézédern est l'un des derniers manoirs bretons à conserver un logis-porche, à la différence de ceux qui sont entourés de murs percés d'une porte-charretière et d'une porte piétonne, indépendantes des bâtiments. Ici, l'accès à la cour se fait en traversant un porche intégré au corps de logis situé à l'est. Le double portail est surmonté d'un écusson daté de 1553, timbré d'un heaume à lambrequins et soutenus par des lions. À côté, se dresse une grosse tour hexagonale dont les meurtrières témoignent du passé défensif du lieu. Il a existé un corps de garde.
Le classement au titre des monuments historiques par un arrêté du 31 août 1992, concerne l'ensemble des bâtiments regroupés autour de la cour, ainsi que la chapelle, construite à l'extérieur de cet ensemble.
En 1992, M. et Mme Meyer achètent le manoir et décident de restaurer l'ensemble des bâtiments avec l'aide des monuments historiques. Les pièces ont également été meublées et les propriétaires y exposaient leurs collections d'objets anciens.

## Le manoir dans les arts et la culture
Xavier Grall, poète et écrivain, évoque le manoir qu'il appelle « Mezerden » dans Et parlez-moi de la terre, paru en 1983 : 

« Je reste sous le portail observant les lieux. Manoir de Mezerden, très pur joyau de l'architecture bretonne : large voûte d'entrée, triomphale mais d'un triomphe sans orgueil. Cour carrée aux douceurs de patio. Puits vieux. Tour d'angle branchée sur les dépendances. ogives délicieuses, rondes comme des bras qui étreignent […]. Oui, c'est Mezerden édifié au XVe siècle, dans l'âge d'or de notre autonomie […]. J'ai l'impression de me trouver au centre même de l'histoire de mon pays, au centre de son abaissement, de son agonie […]. Pour sauvez Mezerden, je me rêve nabab […]. Mezerden est une romance. Versailles ordonne et ne chante pas. je n'ai pas osé m'entretenir avec la dernière dame de Mezerden […]. À Mezerden, naguère, les chiens perdus eux-mêmes devaient être heureux. »

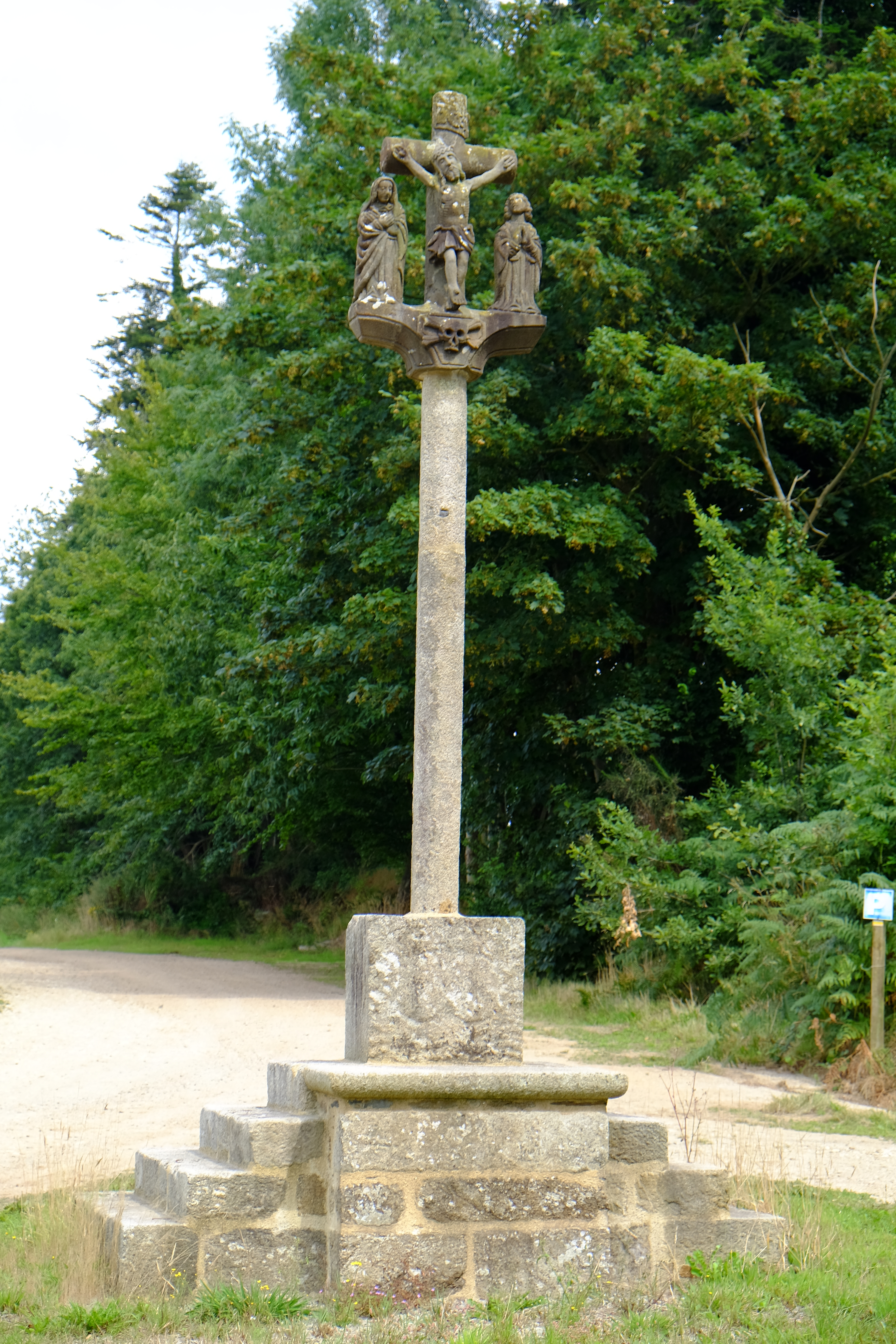
Le calvaire de Mézedern, face à l'entrée du chemin du manoir.
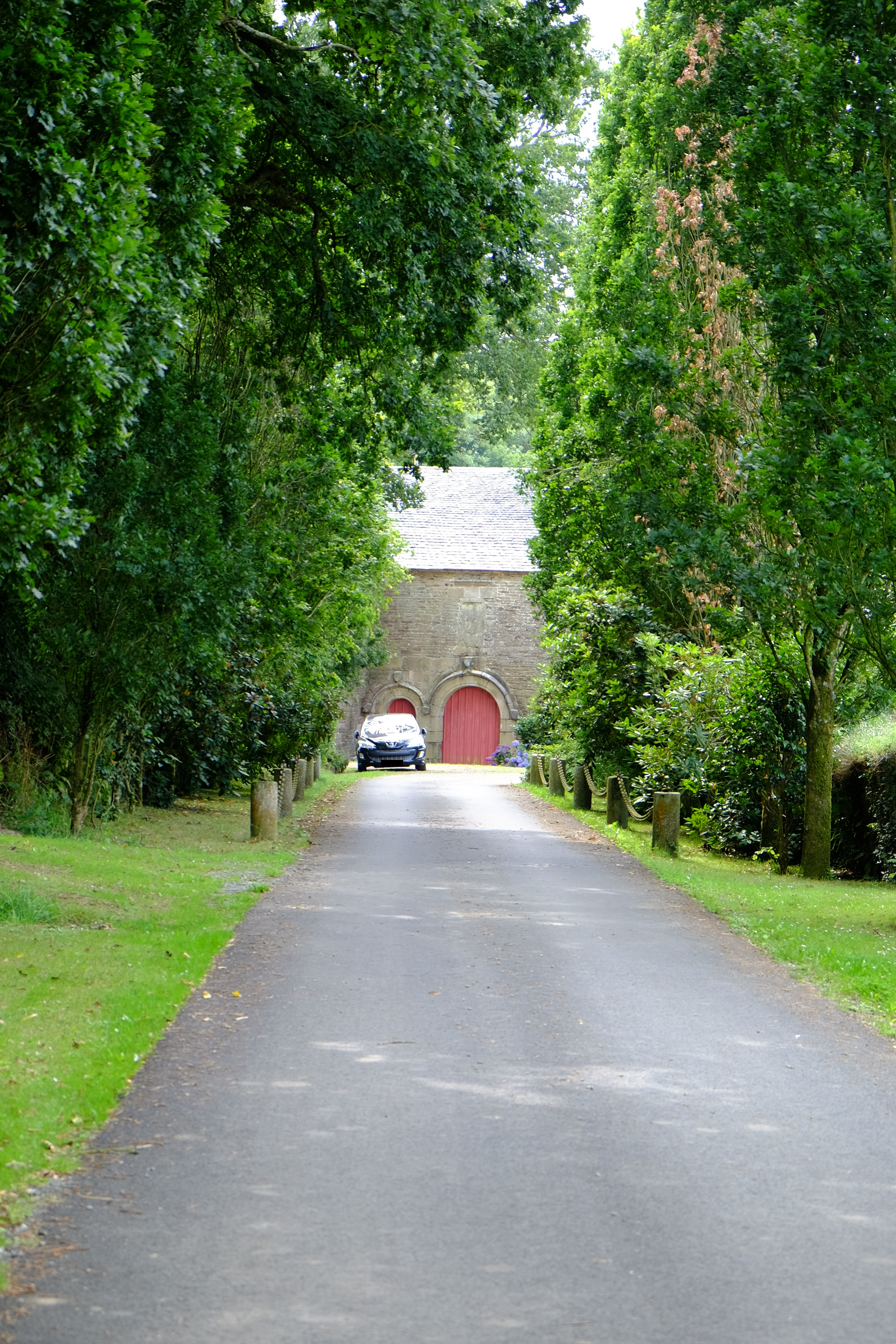
Le chemin du manoir.
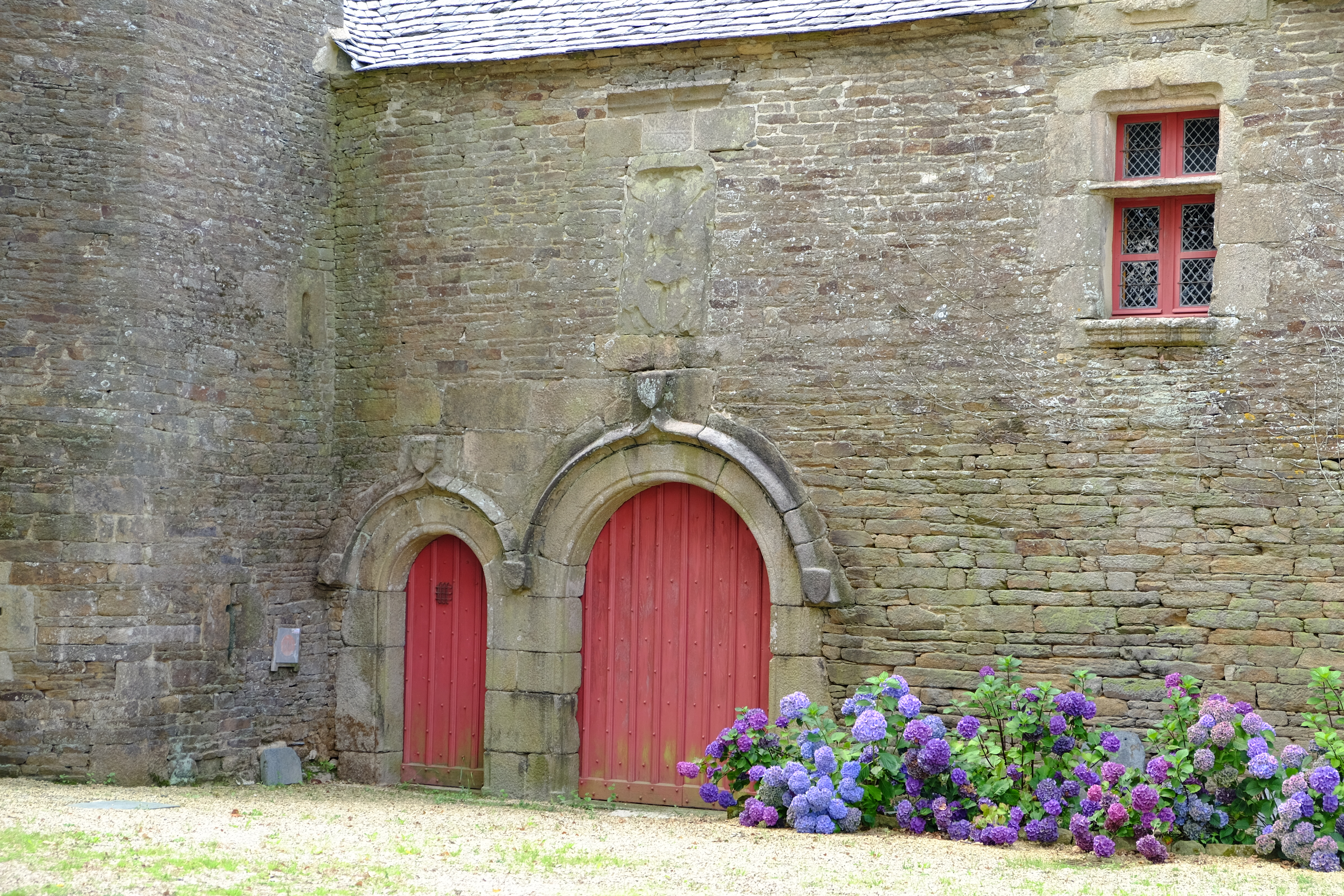
Le logis-porche (XVIe siècle).
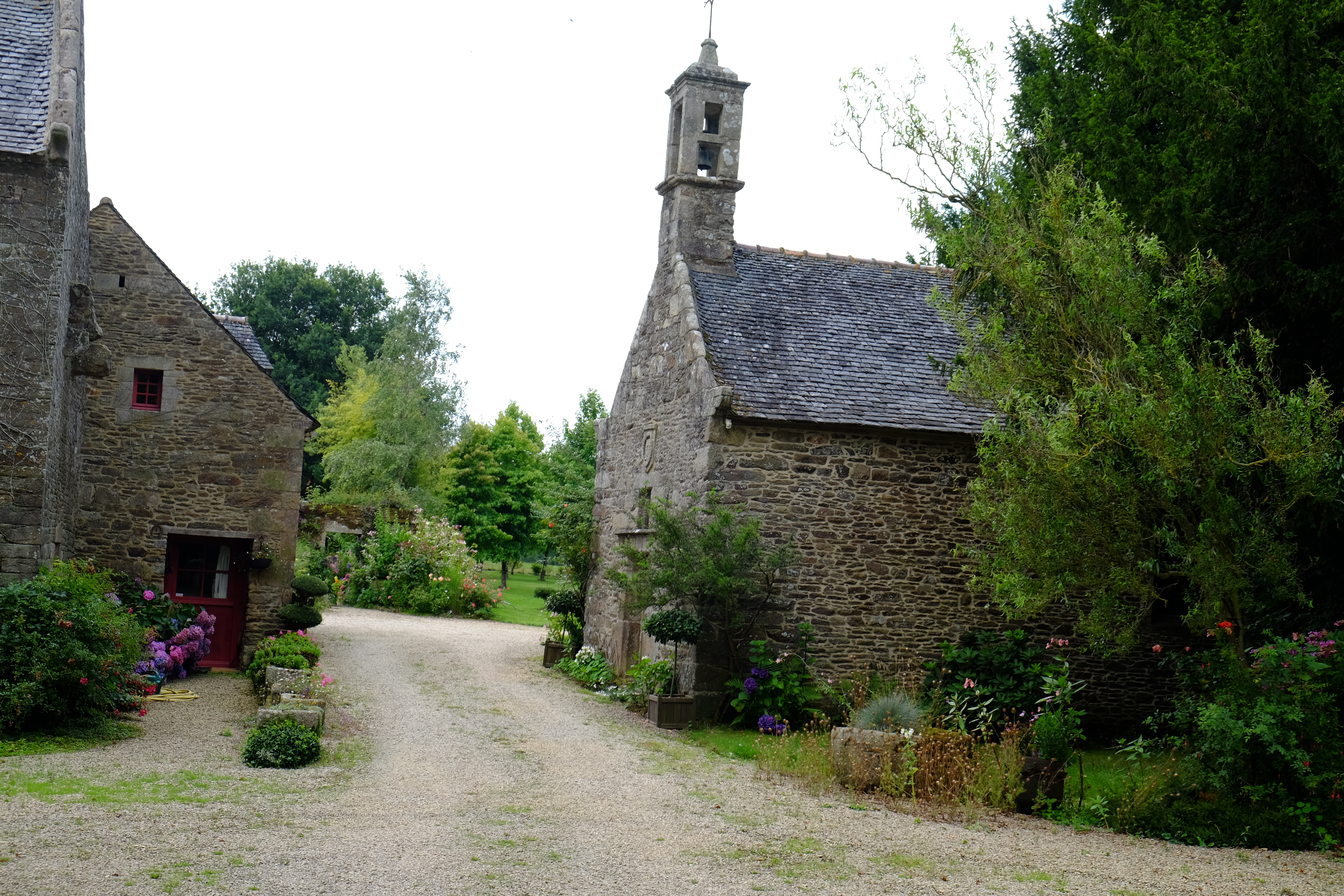
La chapelle (XVIIe siècle).